# Aïda Sellam
Aïda Sellam (* 13. September 1977) ist eine ehemalige tunesische Leichtathletin, die sich auf den Speerwurf spezialisiert hat.

## Sportliche Laufbahn
Erste internationale Erfahrungen sammelte Aïda Sellam im Jahr 1994, als sie bei den erstmals ausgetragenen Juniorenafrikameisterschaften in Algier mit einer Weite von 36,28 m die Bronzemedaille gewann und siegte anschließend bei den Arabischen Juniorenmeisterschaften in Tunis mit neuem Meisterschaftsrekord von 44,92 m. Im Jahr darauf siegte sie dann bei den Juniorenafrikameisterschaften in Bouaké mit einem Wurf auf 47,38 m und belegte im Kugelstoßen mit 10,68 m den sechsten Platz. 1999 gewann sie bei den Panarabischen Spielen in Irbid mit 48,69 m die Silbermedaille hinter der Syrerin Ghada Shouaa. Anschließend nahm sie erstmals an den Afrikaspielen in Johannesburg teil und gewann dort mit 48,91 m ebenfalls die Silbermedaille, diesmal hinter der Südafrikanerin Liezel Roux. Im Jahr darauf gewann sie bei den Afrikameisterschaften in Algier mit einem Wurf auf 53,35 m die Goldmedaille. 2001 belegte sie bei den Spielen der Frankophonie in Ottawa mit 53,34 m den vierten Platz und anschließend erreichte sie bei den Mittelmeerspielen in Radès mit 53,23 m Rang fünf. 2002 verteidigte sie bei den Afrikameisterschaften ebendort ihren Titel und stellte mit 55,46 m einen neuen Meisterschaftsrekord auf. Anschließend wurde sie beim Leichtathletik-Weltcup in Madrid mit 52,48 m Achte.
2003 siegte sie bei den Afrikaspielen in Abuja mit einer Weite von 54,58 m und im Jahr darauf gewann sie bei den Afrikameisterschaften in Brazzaville mit 54,68 m die Silbermedaille hinter der Südafrikanerin Sunette Viljoen. Zudem qualifizierte sie sich für die Olympischen Spiele in Athen, erreichte dort mit 57,76 m aber nicht das Finale. Im selben Jahr stellte sie in Tunis mit 60,87 m einen neuen Landesrekord auf und siegte zudem bei den Panarabischen Spielen in Algier mit 58,64 m. 2005 nahm sie erneut an den Mittelmeerspielen in Almería teil und wurde dort mit 54,19 m Vierte. 2007 gewann sie bei den Arabischen Meisterschaften in Amman mit 44,60 m die Silbermedaille hinter der Ägypterin Hana'a Ramadhan Omar. Am 12. Juni 2011 bestritt sie in Brazzaville ihren letzten Wettkampf und beendete damit ihre Karriere im Alter von 33 Jahren.
2005 und 2010 wurde Sellam tunesische Meisterin im Speerwurf.